# Досиетата Х (филм)
„Досиетата Х“ (на английски: The X-Files) е американски научнофантастичен трилър по сценарий на Крис Картър и Франк Спотниц, режисиран от Роб Боуман. Това е първият пълнометражен филм, базиран на поредицата „Досиетата Х“, създадена от Картър. Четирима от главните герои в сериала се появяват във филма: Дейвид Духовни, Джилиън Андерсън, Мич Пиледжи и Уилям Б. Дейвис се завръщат съответно към ролите си на Фокс Мълдър, Дейна Скъли, Уолтър Скинър и Пушача. Също участват Мартин Ландау, Блайт Данър и Армин Мюлер-Щал.

## „Досиетата Х“ в България
В България филмът е пуснат за пръв път по кината през 1998 г.
Излъчва се многократно по TV 1000 със субтитри на български.

### Първи дублаж
Филмът е излъчен по Канал 1 с дублаж от същия екип, който е и на сериала. Екипът се състои от:
| Озвучаващи артисти  | Ани Василева Лидия Вълкова Владимир Пенев Илия Иванов Стефан Стефанов |
| Тонрежисьор         | Трендафилка Немска                                                    |
| Режисьор на дублажа | Димитър Караджов                                                      |

### Втори дублаж
На 29 януари 2011 г. е излъчен по bTV. Екипът на дублажа се състои от:
| Преводач            | Илияна Йорданова                                                              |
| Тонрежисьор         | Стефан Македонски                                                             |
| Режисьор на дублажа | Радослав Рачев                                                                |
| Озвучаващи актьори  | Лидия Вълкова Даниела Сладунова Пенко Господинов Веселин Ранков Ивайло Велчев |

### Трети дублаж
На 23 септември 2019 г. е излъчен по Fox с войсоувър дублаж на Андарта Студио. Екипът се състои от:
| Превод              | Георги Михайлов                                                               |
| Редактор            | Даниела Димитрова                                                             |
| Тонрежисьор         | Галина Наумова                                                                |
| Режисьор на дублажа | Кирил Бояджиев                                                                |
| Озвучаващи артисти  | Цветослава Симеонова Ева Демирева Мартин Герасков Светломир Радев Емил Емилов |